# The Door in the Floor
The Door in the Floor —titulada como Una mujer difícil en España; Una mujer infiel en Hispanoamérica— es una película dirigida por Tod Williams, y protagonizada por Jeff Bridges y Kim Basinger. 

## Argumento
Ted (Jeff Bridges) y Marion (Kim Basinger) son una pareja que se acaba de divorciar tras varios años, cargando la desgracia de la pérdida de sus dos hijos en un accidente de tráfico. Ted se dedica a escribir y hacer bocetos de mujeres desnudas. El mismo día de la separación llega Eddie O'Hare (Jon Foster) como aprendiz de Ted. Su físico es muy parecido a uno de los hijos que perdieron. Entre Marion y Eddie surgirá una relación.

## Comentarios
Basado en la novela de John Irving. En 1987 también coincidió la pareja protagonista en la película Nadine de Robert Benton en la que también se encuentran en trámites de separación.